# Najla al-Qasimi
Shaikha Najla Mohammad Salim Mohammad al-Qasimi (em árabe:  نجلاء محمد القاسمي Naǧlāʾ Muḥammad al-Qāsimī, n. 1970) é uma diplomata emiratense. Foi embaixadora do seu país na Suécia, Finlândia, Portugal e Espanha.
Em 1994 obteve a sua licenciatura em Ciência Política pela Universidade dos Emirados Árabes Unidos. Em 1995 iniciou a sua jornada profissional a trabalhar para o HSBC Bank Middle East Limited na qualidade de Credit Facilities Officer, cargo que ocupou durante dois anos e depois como Consultora de Carreira nas Faculdades superiores de Tecnologia, onde trabalhou durante um ano.
Em 1999 passou a trabalhar como investigadora no Emirates Center for Strategic Studies, onde foi responsável por uma resposta rápida às questões do decisor sobre questões políticas e estratégicas.
No ano de 2002 iniciou os trabalhos com o Ministério dos Negócios Estrangeiros dos Emirados Árabes Unidos junto dos Estados Unidos. Um ano depois, em 2003, foi nomeada Diretora Adjunta do Subsecretário do Ministério. Em 2004 foi transferida para a Missão dos Emirados Árabes Unidos para as Nações Unidas, em Genebra, cobrindo no seu trabalho os direitos humanos e as questões humanitárias.
Em 2008, tornou-se uma das duas primeiras mulheres na história do país a ser nomeada Embaixadora Extraordinária e Plenipotenciária e apresentou as suas credenciais a Sua Majestade, o Rei Carlos XVI Gustavo da Suécia. Em 2010 foi nomeada Embaixadora Extraordinária e Plenipotenciária dos Emirados Árabes Unidos na Finlândia e na Dinamarca, sucessivamente.
Sheikha Najla faz parte do Conselho de Administração para as Mulheres para o Crescimento Sustentável (WSG) e também no Conselho de Administração da Women In International Security, Suécia (WIIS, Suécia).
Foi depois embaixadora em Espanha e em Portugal.